# Исаков, Алексей Юрьевич
Исаков Алексей Юрьевич (16 декабря 1952, Москва — 2001, Москва) — советский художник-анималист, ставший известным благодаря своим иллюстрациям мира дикой природы, представленным на открытках, конвертах и почтовых марках. Обладатель приза «Лучшая марка СССР».

## Биография

А. Исаков. "Зимний пейзаж" в типичной для художника манере, ок.1995

Алексей Юрьевич Исаков родился в Москве 16 декабря 1952 года в семье учёных. Родители художника — доктора наук: отец — известный советский орнитолог, биогеограф, профессор АН СССР Юрий Андреевич Исаков, мать — Ольга Николаевна Сазонова  (1918—2001) — энтомолог.
Среднее образование получил во французской, затем в математической спецшколах. Владел несколькими иностранными языками.
Поступил на биологический факультет Московского государственного педагогического института. По завершении первого курса был призван в армию, по возвращении учёбы не продолжил. С детства увлекался рисованием. Профессионального художественного образования не имел, однако благодаря врожденному таланту и привитому семьей интересу к животному миру стал успешным, признанным художником-анималистом.
Алексей Исаков специализировался на изображениях природы и животных. Открытки и марки с его иллюстрациями, выпущенные в 70—80 годах завоевали любовь публики. Особенно популярны были новогодние поздравительные открытки. Они печатались большими тиражами и стали знакомы практически всем советским гражданам.
В начале 90-х годов Алексей Исаков покинул Россию. Сотрудничал с американским обществом «Audubon», для которого рисовал открытки, конверты первого дня и марки, а также с британским производителем и продавцом коллекционных товаров «Bradford Exchange», выполняя изображения домашних питомцев для декоративных фарфоровых тарелок.
За свою творческую карьеру в общей сложности им было выполнено 164 открытки, 154 конверта, 47 марок, а также несколько диафильмов и карманных календариков. 
В конце века художник вернулся в Россию. Алексей Юрьевич скоропостижно скончался в 2001 году в своей московской студии.

## Творчество

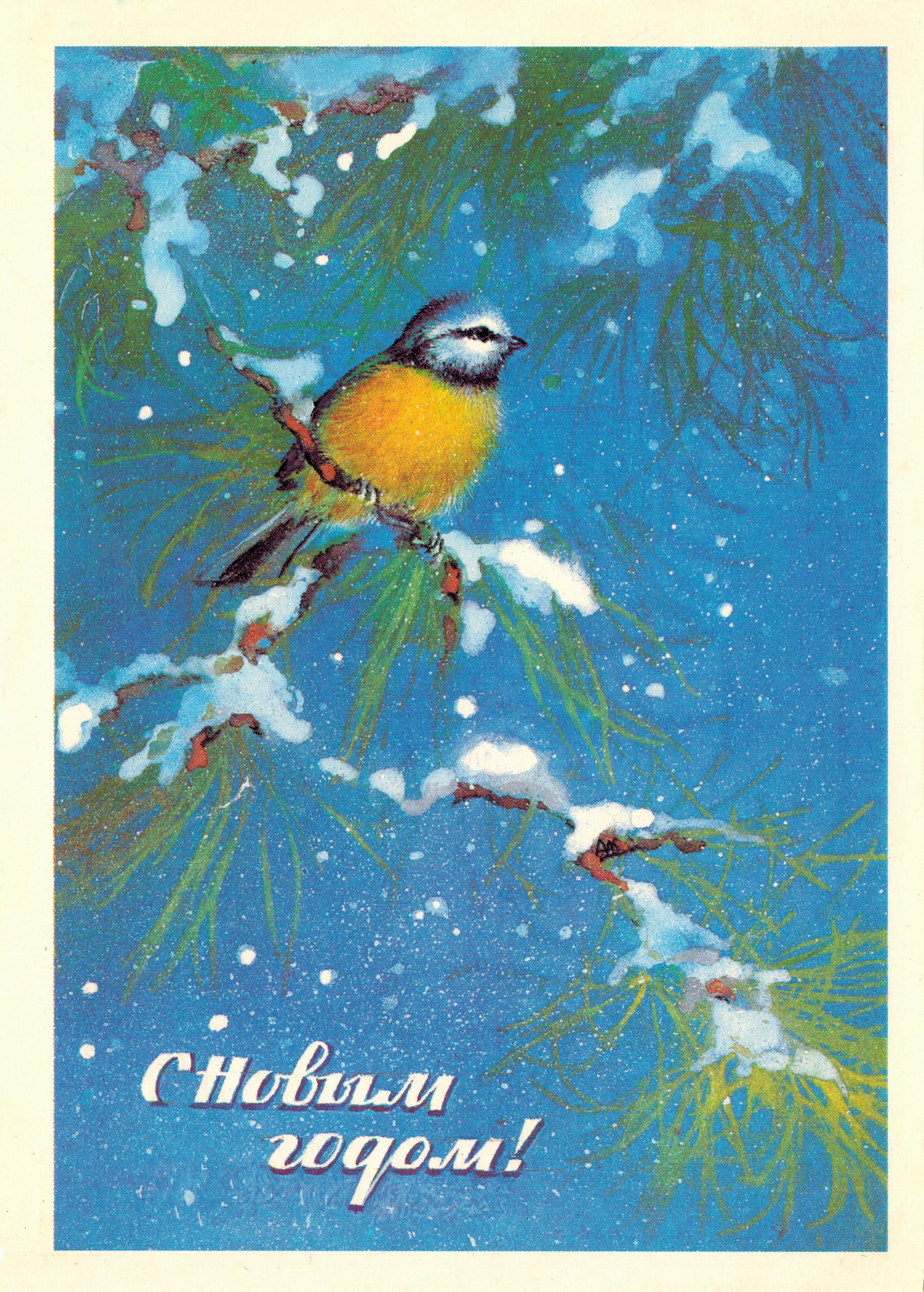
Новогодняя поздравительная открытка, 1982. Художник А. Ю. Исаков

Большинство работ Алексея Исакова — малоформатные акварели. Его работы отличались высокой детализацией и реализмом. Для передачи фактуры шерсти и оперения персонажей он использовал тонкие кисти из соболиного волоса. Большинство работ выполнены в традициях русских мастеров. Изображения зверей и птиц на них кажутся живыми.
Среди серий марок, выпущенных Министерством связи СССР тиражом в 15000 экземпляров с его иллюстрациями:
- Птицы — защитники леса. 03.05.1979.
- Животные из Красной книги СССР. Два выпуска: 13.05.1984 и 29.09.1986.
- Отечественные породы охотничьих собак. 18.11.1987.
- С Новым Годом (Белки). 1988.
- Леопардик. 1989.
- Фонд помощи зоопаркам. Четыре выпуска. 23.09.1988.
- 50-летие Таллиннского зоопарка. 20.07.1989.
- Ископаемые животные. 03.10.1989.
- Фауна Чёрного моря. 24.08.1990[9].

Тиражи открыток и конвертов с работами Алексея Исакова исчислялись несколькими миллионами. Работы художника стали популярным предметом коллекционирования.
Сохранилось несколько работ художника лесных и морских пейзажей, выполненных в технике масляной живописи, а также с использованием гуаши. Свои работы он не продавал, поэтому, в отличие от марок и открыток, они редки. Алексей Исаков выполнил иллюстрации к детским книжкам про животных и нескольким книгам, посвященным орнитологии
Акварельные работы, выполненные Алексеем Исаковым и использованные на почтовых марках и открытках, были отмечены несколькими наградами в СССР и России. В частности, художник был удостоен приза за «Лучшую марку года» от журнала «Филателия».